# La Grange
«La Grange» (англ. Ла-Грейндж) — четвёртый сингл американской блюз-рок группы ZZ Top, первый сингл, достигший серьёзного успеха в чартах, одна из знаковых песен группы. Входит в десятку ключевых для группы песен по мнению коллектива обозревателей журнала Rolling Stone.

## О песне
Сингл записывался весной 1973 года в ходе работы над альбомом Tres Hombres. Для записи партии гитары Билли Гиббонс использовал Fender Stratocaster 1955 года выпуска с гитарным мостиком конструкции stop tailpiece, подключенный к усилителю Marshall Super Lead 100 выпуска 1966 года. Это основной звук гитары в песне, а в начале и в конце чистый ламповый дисторшн..
Песня повествует об известном в США борделе, возможно что одним из самых старых, в техасском городке Ла-Грейндж (бордель назывался Chicken Ranch и был закрыт через три месяца после выхода песни). Этот же бордель стал прообразом мюзикла (1978) и фильма (1982) с участием Долли Партон The Best Little Whorehouse in Texas.
Дасти Хилл в 1985 году сказал:
Вы смотрели этот фильм, «Лучший маленький бордель в Техасе»? Вот там вся суть. Я побывал там, когда мне было 13. Да много парней в Техасе побывали там, когда приходило время становиться мужчиной. Отцы брали с собой туда сыновей.
Оригинальный текст (англ.)Did you ever see the movie, The Best Little Whorehouse in Texas? That’s what it’s about. I went there when I was 13. A lot of boys in Texas, when it’s time to be a guy, went there and had it done. Fathers took their sons there
Гитарный рифф песни, аккомпанемент, грув напоминают песню «Boogie Chillen’» Джо Ли Хукера и песню Shake Your Hips Слима Харпо. В 1992 году некто Бернард Бесман, владелец прав на песню Джо Ли Хукера, возбудил дело в отношении ZZ Top, обвиняя группу в плагиате, но после нескольких лет судебных тяжб было установлено, что такой буги-ритм, как в «Boogie Chillen’» находится в общественном достоянии и не является объектом авторских прав. К песне Джо Ли Хукера «Boom Boom» отсылает также строчка в песне a-how-how-how-how. Строка в песне «to that home out on the range» (англ. тот домик на отшибе) отсылка к одноимённой народной песне, неофициальному гимну американского Запада и официальному гимну штата Канзас.
Билли Гиббонс отметил, что «Простота этой песни просто какое-то волшебство — всего два аккорда. А брейк перед гитарным соло — настоящий Роберт Джонсон. Он просто смешал ноты, а я разъединил».
Песня занимает 74-е место в списке 100 величайших гитарных песен всех времён по версии журнала Rolling Stone, 92-е место в списке 100 величайших гитарных песен по версии журнала Q. По результатам опроса читателей издательства TeamRock гитарный рефрен «La Grange» в 2017 году вошёл в число двадцати величайших гитарных риффов всех времён.
Песня широко используется. Она звучит в компьютерных играх, рекламе (например, рекламе джинсов Wrangler), под неё выходят на ринг спортсмены. Неоднократно входила в состав саундтреков фильмов, например она звучит в таких фильмах, как «Шанхайский полдень», «Стриптиз», «Армагеддон», «Крутой и цыпочки», «Придурки из Хаззарда». Её неоднократно исполняли на концертах и записывали кавер-версии другие исполнители, в том числе Junkie XL, Phish, Molotov.
Сингл был выпущен в 1973 году в формате 7" и в дальнейшем многократно переиздавался, в том числе в 1974 году на таком носителе, как 10" ацетатный диск.

## Сторона «Б»
На стороне B оригинального релиза находилась песня «Just Got Paid» с альбома 1972 года Rio Grande Mud; вместе с тем на французском, японском и австралийском релизах на стороне «Б» была песня 1973 года «Beer Drinkers and Hell Raisers», а на изданном в Венесуэле релизе песня «Hot, Blue and Righteous». Выпущенный в Мексике в 1974 году расширенный вариант EP в дополнение к «La Grange» на первой стороне содержал «Move Me on Down the Line», а на второй стороне располагалась «Waitin’ for the Bus». Наконец были выпущены несколько релизов, содержащие «La Grange» в стерео- и моно- вариантах, а ацетатный диск содержал в себе стерео- и моно- версии как «La Grange», так и «Just Got Paid». В 1980 году в ЮАР был выпущен сингл, содержащий на второй стороне песню «Tush» 1975 года, а в Мексике сингл под названием «La Granja» на второй стороне содержал песню «Te Lo Agradezco (I Thank You)» 1976 года.

## Участники записи
- Билли Гиббонс — гитара, вокал
- Дасти Хилл — бас-гитара, бэк-вокал, со-вокал на «Beer Drinkers and Hell Raisers»
- Фрэнк Бирд — ударные, перкуссия

Технический состав:
- Билл Хэм — продюсер
- Терри Мэннинг — звукооператор
- Робин Брайан — звукооператор

## Позиции в хит-парадах
| Чарт (1974)                        | Позиция |
| ---------------------------------- | ------- |
| Австралия (Go-Set National Top 40) | 15      |
| Австралия (Kent Music Report)      | 21      |
| Канада (RPM Top Singles)           | 34      |
| США (Billboard Hot 100)            | 41      |
| США (Cash Box Top 100 Singles)     | 24      |
| США (Record World Singles Chart)   | 33      |
| Франция (IFOP)                     | 58      |